# Urban Torhamn
Urban Torhamn, född 6 november 1930 i Stockholm, död 10 november 2010 i Stockholm, var en svensk författare och konstnär. Han var son till konstnärerna Gunnar Torhamn och Ingegerd Torhamn. 
Torhamn studerade vid Stockholms högskola och i Cambridge. Han var litteraturkritiker i Arbetaren 1954–1956, i Expressen 1956, radiokritiker i Dagens Nyheter 1962–1964 och TV-kritiker i Stockholms-Tidningen 1964–1966. Han var en av medlemmarna i Metamorfosgruppen, som bildades 1951.
| ”                                 | Glöm alla dessa symboler, det vi ser känner ingen annan, det vi känner ser ingen annan I dina hemligheter tar jag form, I våra hemligheter tar du form Hemliga för varandra tillhör vi oupplösligt varandra, som en rodnande varm kind alltid tillhör sitt eget ansikte | „ |
| – Som en rodnande varm kind 1975. | |   |

## Priser och utmärkelser
- 1958 – Albert Bonniers stipendiefond för yngre och nyare författare
- 1960 – Boklotteriets stipendiat
- 1962 – Sveriges Radios Lyrikpris
- 1964 – Stig Carlson-priset
- 1964 – FiB:s lyrikpris
- 1965 – Litteraturfrämjandets stipendiat
- 1967 – Litteraturfrämjandets stipendiat
- 1980 – Carl Emil Englund-priset för Mellan våra ansikten
- 1999 – Samfundet De Nios Särskilda pris